# Kalendarium powstania warszawskiego – 19 sierpnia

## 19 sierpnia, sobota

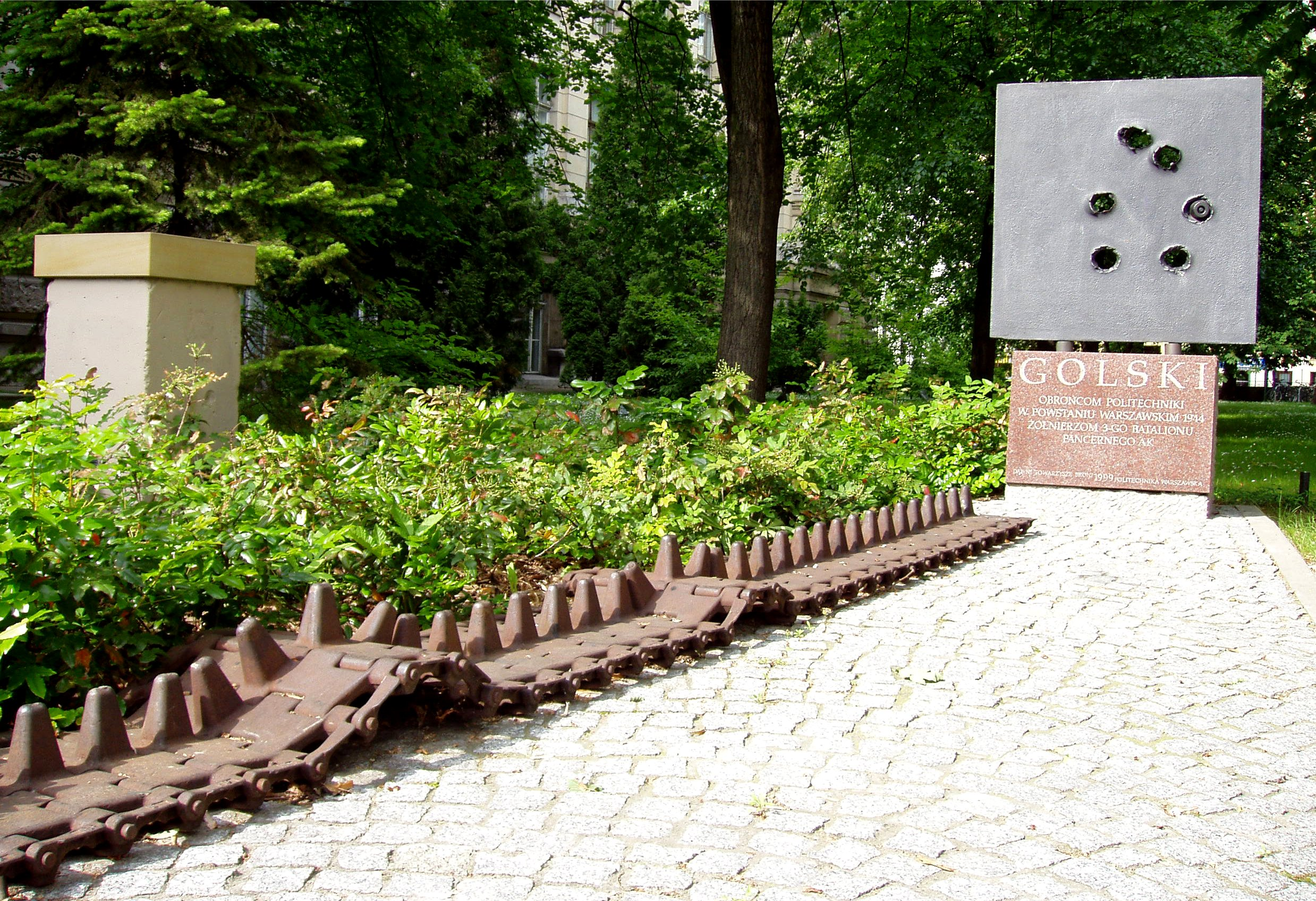
Rejon Politechniki

Rozpoczyna się generalne natarcie grupy bojowej Reinefartha na Stare Miasto. Bierze w nim udział 10 batalionów piechoty i 2 bataliony saperów wspieranych 9 czołgami Tygrys, 20 działami szturmowymi, moździerzem kalibru 600 mm i 50 goliatami. W ataku uczestniczy także pluton wspierany przez ogień z pociągu pancernego znajdującego się w okolicy Dworca Gdańskiego. Powstańcy odpierali szturmy. Utracono dwa domy przy ul. Tłomackie, wyjątkowo dramatyczna sytuacja powstała na ul. Bonifraterskiej, Bielańskiej, w okolicach Ogrodu Krasińskich i pl. Teatralnego. 
Płoną kościoły: Jezuitów, Sakramentrek, Najświętszej Marii Panny, Archiwum Skarbowe przy ul. Rymarskiej. Mieszkańcy Starego Miasta zmuszeni są do egzystowania w piwnicach. W Śródmieściu wytrwale i skutecznie broniono ul. Koszykowej, Chopina, Piusa XI (obecnie Piękna), Czackiego, Traugutta i Grzybowskiej. Odzyskanie browaru Haberbuscha.
Piąty dzień generalnego natarcia niemieckiego, tego dnia silny ostrzał polskich pozycji rozpoczęty o 4.00 nad ranem, celem zdobycia Politechniki, z której oddziały powstańcze, ze względu na całkowity brak amunicji, zmuszone były wycofać się w okolice ul. Noakowskiego (która do końca powstania pozostanie linią frontu). W walkach tych Niemcy wspomagani byli przez ciężką artylerię, moździerze, granatniki, lotnictwo, czołgi (w tym  goliaty). 
Generał dowodzący korpusem węgierskim oznajmia dowódcy 9. Armii niemieckiej, że użycie jego dywizji dla zapobieżenia dopływu posiłków polskich do Warszawy nie da żadnego skutku. Ludność polska zawsze odnosiła się życzliwie do Węgrów dzięki trwającej od kilkuset lat tradycyjnej przyjaźni. Wojska generała skłonne są raczej do bratania się z ludnością. Wojsko jest jeszcze w rękach oficerów, choć nie wiadomo jak długo. Dowódca 9. Armii rezygnuje ze wcześniejszych zamierzeń, oceniając, że wartość bojowa [tej dywizji jest] prawie żadna.
W czasie walk o Politechnikę ginie Tadeusz Semadeni – wiceprokurator, sędzia i rekordzista Polski w pływaniu. Tego dnia umiera również jego syn, strz. plut. Andrzej Semadeni.
Niemieckie radio Berlin po raz kolejny podaje fałszywe informacje, że powstanie zostało stłumione.